# Liste der Kulturdenkmäler in Dalberg (bei Bad Kreuznach)
In der Liste der Kulturdenkmäler in Dalberg sind alle Kulturdenkmäler der rheinland-pfälzischen Ortsgemeinde Dalberg aufgeführt. Grundlage ist die Denkmalliste des Landes Rheinland-Pfalz (Stand: 2. August 2023).

## Denkmalzonen
| Bezeichnung                   | Lage                    | Baujahr | Beschreibung | Bild                           |
| ----------------------------- | ----------------------- | ------- | --- | ------------------------------ |
| Denkmalzone Burgruine Dalberg | westlich des Ortes Lage | um 1150 | von der um 1150 gegründeten, 1635 oder 1689 zerstörten Anlage in Teilen erhalten: romanischer Bergfried, Palas, Wohngebäude, „Langer Saal“, 14. Jahrhundert, ehemalige Antoniuskapelle mit Eckturm, „Dietherbau“ mit „Dietherturm“, vor 1371 und vor 1398; zwei Pfeiler einer Wasserleitung | weitere Bilder Fotos hochladen |

## Einzeldenkmäler
| Bezeichnung                     | Lage                                          | Baujahr                    | Beschreibung | Bild                           |
| ------------------------------- | --------------------------------------------- | -------------------------- | --- | ------------------------------ |
| Katholische Kirche St. Leonhard | Gräfenbachstraße 22 Lage                      | 1485                       | spätgotischer Saalbau, bezeichnet 1485, barocke Westverlängerung, bezeichnet 1785; an der Kirche Kruzifix, 19. Jahrhundert | weitere Bilder Fotos hochladen |
| Hofanlage                       | Gräfenbachstraße 24 Lage                      | Mitte des 18. Jahrhunderts | Einfirstanlage, teilweise Fachwerk, Mitte des 18. Jahrhunderts, Wirtschaftsgebäude; städtebaulich wichtige Ecklage         | BW                             |
| Gemeinde- und Backhaus          | Gräfenbachstraße 41 Lage                      | 1849                       | Gemeinde- und Backhaus, bezeichnet 1849                                                                                    | BW                             |
| Brücke                          | Gräfenbachstraße, zwischen Nr. 41 und 43 Lage | 18. oder 19. Jahrhundert   | einbogige Brücke über den Gräfenbach, Bruchstein, 18. oder 19. Jahrhundert                                                 | BW                             |
| Madonnensäule                   | westlich des Ortes am Weg zur Burgruine Lage  | 1728                       | Madonnensäule, barock, bezeichnet 1728                                                                                     | BW                             |